# FC Viktoria 06 Berghausen
Der FC Viktoria 06 Berghausen e. V. ist ein deutscher Fußballverein mit Sitz im Pfinztaler Ortsteil Berghausen im baden-württembergischen Landkreis Karlsruhe.

## Geschichte

### Gründung bis Erster Weltkrieg
Nach zwei gescheiterten sehr kurzlebigen Vorgängervereinen erging die Gründung des Fußballclub Viktoria Berghausen Mitte 1906. Auf die Vereinsfarben einigte man sich im Jahr 1909 auf Basis des damals aktuellen deutschen Meisters Karlsruher FV. Die Anmeldung beim Süddeutschen Fußballverband folgte dann im Jahr 1910, wo nun der Spielbetrieb in der C-Klasse begann. Im Jahr 1912 gelang dann auch die Meisterschaft in der C-Klasse. Nach einem kurzzeitigen ausscheiden aus dem süddeutschen Fußballverband, im Mai 1913 kehrte man im Herbst desselben Jahres aber gleich wieder zurück. Nach der Meisterschaft im Jahr 1916 gelang dann schließlich der Aufstieg in die B-Klasse.
Bedingt durch den Spielermangel aufgrund des Ersten Weltkriegs spielte der Verein im Jahr 1918 in einer Spielgemeinschaft mit dem FC Weingarten in der A-Klasse, dort musste der Spielbetrieb bereits im Februar desselben Jahres aber wieder eingestellt werden.

### Zwischenkriegszeit bis Zweiter Weltkrieg
Im Jahr 1919 wurde der Spielbetrieb dann schließlich wieder aufgenommen, dieses Mal ging es in der B-Klasse weiter. Am 7. Mai 1920 folgte dann auch die Eintragung in das Vereinsregister. Nach der Saison 1921/22 konnte dann auch in dieser Liga schließlich die Meisterschaft gefeiert werden und man konnte eigenständig in die A-Klasse aufsteigen. Der Aufstieg in die zu dieser Zeit zweitklassige Kreisliga konnte dann schließlich am Ende der Saison 1928/29 erreicht werden. Am Ende der Saison 1931/32 stand die Mannschaft sogar kurz vor dem Aufstieg in die damals erstklassige Bezirksliga, jedoch scheiterte die Mannschaft im entscheidenden Spiel mit 1:2 beim VfB Mühlburg.
Nach der Machtergreifung der Nationalsozialisten wurden die Spielklassen neu eingeteilt und die Viktoria in die drittklassige Kreisklasse versetzt. Zur Spielzeit 1940/41 gelang der Aufstieg in die zweitklassige 1. Klasse Mittelbaden. 1942/43 bildete der Verein mit der SpVgg Söllingen eine Kriegsspielgemeinschaft, nach 1943 zogen sich beide Vereine jedoch kriegsbedingt komplett vom Spielbetrieb zurück.

### Nachkriegszeit
Nach ersten inoffiziellen Spielen Ende 1945 erfolgte dann im Januar 1946 die Neugründung des Vereins. Aufgrund der Bestimmungen der Besatzer einigte man sich auf den neuen Vereinsnamen Fußballclub Berghausen 1945. Nun ging es in der Bezirksliga weiter. Im Jahr 1948 durfte die Mannschaft dann an der Qualifikation zur neu eingeführten 2. Amateurliga teilnehmen konnte in welche sie schließlich auch aufsteigen durfte. Nach der Saison 1951/52 folgte dann jedoch der erste Abstieg in der Vereinsgeschichte, von dort an spielte der Verein nun in der Kreisklasse. Zwar residierte der Verein in der Saison 1953/54 stets auf der ersten Position, durch ein verlorenes Entscheidungsspiel gegen Hochstetten wurde es dann aber doch nichts mit der Meisterschaft. Mit den Jahren ging es dann weiter in der A-Klasse. Nach der Saison 1959/60 gelang schließlich endlich die Meisterschaft und der Verein durfte wieder in die 2. Amateurliga aufsteigen. Nach einer Herbstmeisterschaft in der Saison 1960/61 gelang dann nach der Spielzeit 1961/62 schließlich auch hier die Meisterschaft. In den Entscheidungsspielen um den Aufstieg in die 1. Amateurliga Nordbaden konnte sich die Mannschaft jedoch dann noch nicht durchsetzen. Nach der Saison 1963/64 gelang dann zuerst die Herbstmeisterschaft und schließlich auch die Saisonmeisterschaft, womit der Verein sich wieder an der Aufstiegsrunde zur Amateurliga beteiligen durfte. Dieses Mal konnte sich der Verein durchsetzen und durfte zur nächsten Saison dann eine Klasse höher spielen.

### Zeit in der Amateurliga bis 1990er Jahre
Nach der ersten Saison konnte die Klasse mit 22:28 Punkten über den 14. Platz dann schließlich knapp gehalten werden. Nur selten stach die Mannschaft in diesen Jahren ins Mittelfeld vor, konnte sich jedoch stets in der Liga behaupten. Erst nach der Saison 1969/70 musste dann der Gang zurück in die 2. Amateurliga angetreten werden. Nach dem Abstieg spielte die Mannschaft in der 2. Amateurliga eine durchwachsene Rolle. Ab der Saison 1979/80 ging es dann nach der Spielklassenstrukturänderung in der Landesliga weiter, welche zu dieser Zeit die dritthöchste Amateurspielklasse darstellte. Nach der Saison 1983/84 folgte dann jedoch schließlich der Abstieg in die Bezirksliga Karlsruhe. Erst nach der Saison 1998/99 gelang dann schließlich wieder die Meisterschaft und der damit verbundene Aufstieg in die Landesliga.

### Heutige Zeit
In der Saison 2000/01 gelang dann schließlich sogar hier die Herbstmeisterschaft, als auch am Ende der Saison der vierte Platz. Nach der darauffolgenden Saison stand dann jedoch der Abstieg zurück in die Bezirksliga an. Hier konnte man sich mit 62 Punkten auf dem zweiten Platz am Ende der ersten Saison jedoch ganz gut behaupten. Aus dieser Liga wurde dann zur Saison 2004/05 die Kreisliga Karlsruhe. Hier konnte sich die Mannschaft dann auch lange Jahre lang bis zur Saison 2017/18 halten, bis die Mannschaft mit lediglich 20 Punkten über den 15. Platz in die Kreisklasse absteigen musste. In dieser Spielklasse spielt der Verein bis heute.